# دوايت جونز
دوايت جونز (بالإنجليزية: Dwight Johns) هو مهندس أمريكي، ولد في 16 مايو 1894 في روكفورد في الولايات المتحدة، وتوفي في 8 نوفمبر 1977.